# Остро-Пластиковское сельское поселение
Остро-Пла́стиковское се́льское поселе́ние — муниципальное образование в Чучковском районе Рязанской области России.

## Население
| 2010 | 2012 | 2013 | 2014 | 2015 | 2016 | 2017 |
| ---- | ---- | ---- | ---- | ---- | ---- | ---- |
| 372  | ↘364 | ↘349 | ↘339 | ↘338 | ↘328 | ↗332 |
| 2018 | 2019 | 2020 | 2021 |      |      |      |
| ↘325 | ↘315 | ↗316 | ↘266 |      |      |      |

## Административное устройство
Административное устройство сельского поселения определяются законом Рязанской области от 07.10.2004 № 100-ОЗ.
Границы сельского поселения определяются законом Рязанской области от 11.11.2008 № 164-ОЗ.
В состав сельского поселения входят 6 населённых пунктов:
| № | Населённый пункт | Тип населённого пункта       | Население |
| - | ---------------- | ---------------------------- | --------- |
| 1 | Зелёный Курган   | деревня                      | ↘1        |
| 2 | Крюково          | деревня                      | ↘1        |
| 3 | Матчино          | деревня                      | ↘2        |
| 4 | Остро-Пластиково | село, административный центр | ↘309      |
| 5 | Старо-Пластиково | село                         | ↘52       |
| 6 | Шигаевка         | деревня                      | ↘7        |